# مفتاح قائمة

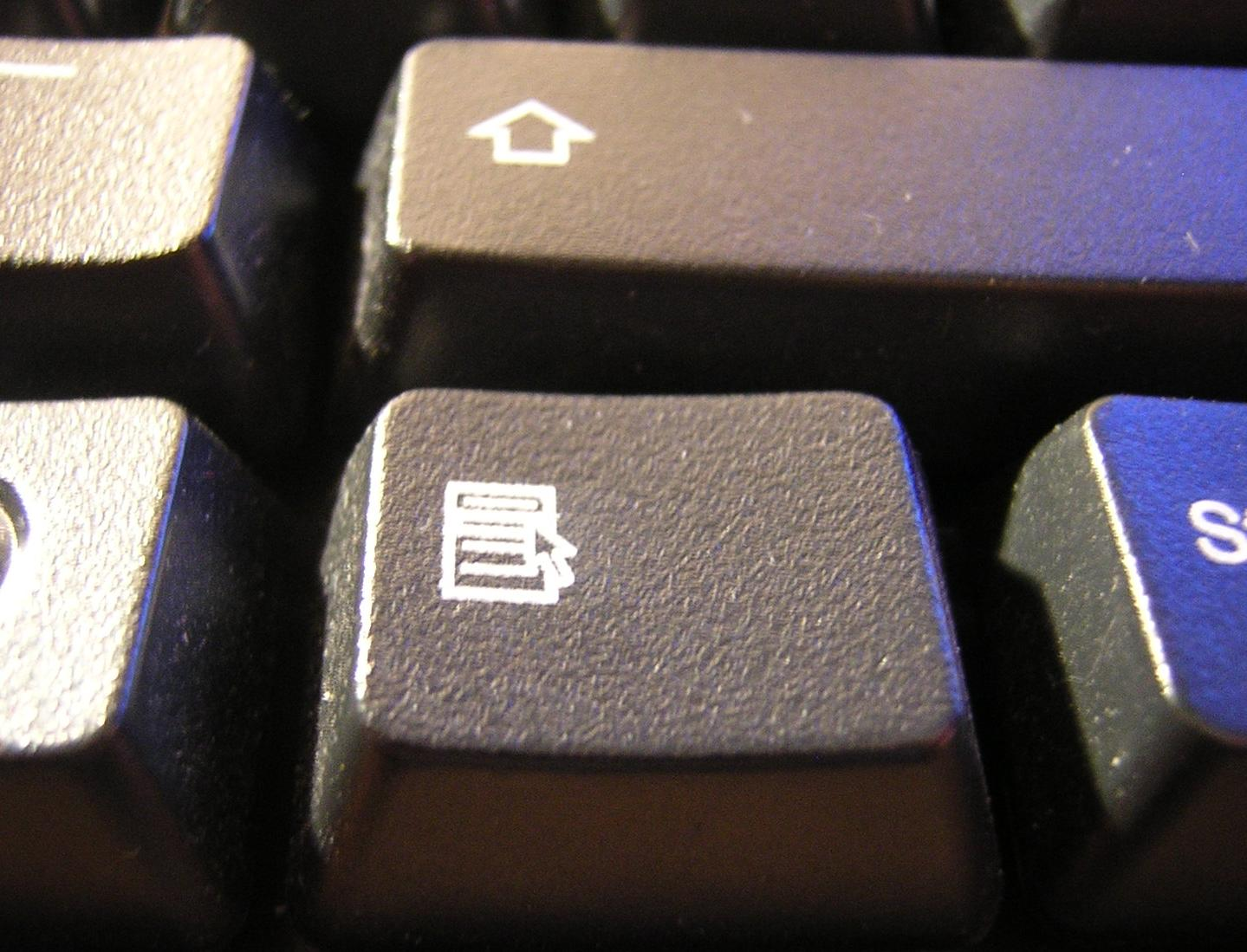
مفتاح القائمة

في الحوسبة، مفتاح القائمة (بالإنجليزية: Menu key)‏ (≣ Menu) هو مفتاح موجود في لوحات المفاتيح الموجهة لمايكروسوفت ويندوز، وقد ظهر هذا المفتاح في نفس الوقت الذي ظهر فيه مفتاح ويندوز. عادة ما يكون رمزه أيقونة صغيرة تظهر مؤشر يحوم فوق قائمة، ويكون هذا المفتاح غالبا في الجانب الأيمن من لوحة المفاتيح بين مفتاح ويندوز الأيمن ومفتاح التحكم الأيمن (أو بين مفتاح التبديل الأيمن ومفتاح التحكم الأيمن). بينما مفتاح ويندوز يكون موجودا في اغلب لوحات المفاتيح الموجهة لنظام التشغيل ويندوز، فإن زر القائمة غالبا ما يتم إزالته لصالح المساحة لا سيما في لوحات المفاتيح المتنقلة والحواسيب المحمولة.
الوظيفة الأساسية لهذا المفتاح هي تشغيل القائمة المنبثقة باستخدام لوحة المفاتيح بدلا من زر الفأرة الأيمن المعتاد. يمكن استخدامه في حال عدم وجود الزر الأيمن على الفأرة.
لا تحوي بعض طرفيات ويندوز العامة على مفتاح قائمة في لوحات مفاتيحهم لمنع النأس من الضغط على الزر الأيمن للفأرة; ولكن، في العديد من تطبيقات ويندوز، يمكن القيام بأمر مماثل من خلال اختصار لوحة المفاتيح ⇧ Shift+F10، أو أحياناً Ctrl+⇧ Shift+F10.
كانت أجهزة أندرويد تأتي سابقًا بأزرار قائمة فعلية، ولكن مع إصدار أندرويد هني كومب، أُهمل هذا الخيار لصالح زر على الشاشة.

## روابط خارجية
- "Virtual-Key Codes". Winuser.h. Keyboard Input. MSDN. مؤرشف من الأصل في 2023-06-04.
- مفتاح القائمة في Free Dictionary